# José Luis Moreno
José Luis Moreno Barroso (ur. 3 marca 1991 w Cartaya) – hiszpański piłkarz występujący na pozycji napastnika w Granadzie.